# (1396) Outeniqua
(1396) Outeniqua est un astéroïde de la ceinture principale.

## Description
(1396) Outeniqua est un astéroïde de la ceinture principale. Il fut découvert le 9 août 1936 à Johannesbourg par Cyril V. Jackson. Il présente une orbite caractérisée par un demi-grand axe de 2,25 UA, une excentricité de 0,17 et une inclinaison de 4,5° par rapport à l'écliptique.

## Compléments